# Мінське гетто
Мі́нське ге́тто — єврейське гетто, яке з'явилося незабаром після того, як німецькі нацисти увійшли в СРСР. Було одним із найбільших гетто у Східній Європі й найбільшим на окупованій німцями території СРСР. У ньому містилося близько 100'000 євреїв, більшість яких загинуло у Голокості.

## Історія
Радянський перепис 1926 засвідчив, що у Мінську проживало 53 700 євреїв. Це становило приблизно 41 % населення. Гетто було створено невдовзі після вторгнення німців в СРСР і захоплення Мінська, на п'ятий день окупації якого нацисти знищили 2 000 людей з-поміж єврейської інтелігенції. З цього моменту вбивства євреїв набули регулярного характеру. Близько 20 000 євреїв було вбито у перші місяці німецької окупації, здебільшого це відбувалося айнзацгрупами. Всього населення гетто становило близько 80 000 осіб, з яких 50 000 жили у місті до війни, а решта 30 000 (або більше) осіб були біженцями та євреями, яких німці змусили переселитися в гетто.
У листопаді 1941 року у Мінську було створено друге гетто, в яке переселяли євреїв із Заходу. Більшість тих євреїв походила з Німеччини та протекторату Богемії і Моравії. У ньому вміщувалося близько 35 000 осіб. Між двома гетто майже не було контакту. На зразок інших гетто, євреїв тут змушували працювати на фабриках або інших установах, які підпорядковувалися німцям. Жителі гетто були приневолені жити в дуже важких умовах, з нестачею їжі та медикаментів. У березні 1942 було вбито близько 5 000 євреїв. На цьому місці зараз знаходиться меморіал Яма. Згідно з німецькими офіційними документами, у серпні гетто налічувало менше ніж 9 000 євреїв. Гетто ліквідували 21 жовтня 1943. На додачу, багато мінських євреїв загинули в таборі смерті Собібор. Кілька тисяч були вбиті у Малому Тростенці. Коли радянська армія відвоювала Мінськ 3 липня 1944, в ньому залишилися всього кілька євреїв.

## Спротив
У Мінському гетто чинився спротив, організатори якого співробітничали з радянськими партизанами. Близько 10 000 євреїв утекли з гетто і приєдналися до партизанів, які діяли в лісах неподалік.